# Гаджиев, Абдулла Гадисович
Абдулла Гадисович Гаджиев (1919, Шовкра, Казикумухский округ, Дагестанская область — 28 сентября 1988, Махачкала, РСФСР) — дагестанский общественно-политический и хозяйственный деятель. Занимал должность председателя государственного планового комитета ДАССР, при котором республика добилась значительных успехов в области экономики и хозяйственного развития.

## Биография

### Ранние годы
Абдулла Гаджиев родился в 1919 году в семье лакского революционного деятеля Гадиса Гаджиева. Младенческие годы прошли в условиях революционной борьбы в Дагестане, активнейшее участие в которой принимал его отец. Сам Абдулла, будучи маленьким ребенком, побывал в плену у деникинцев. Гадис Гаджиев был председателем революционных военных комитетов в Куринском и Казикумухском округах, находился в числе первых пропагандистов революционных идей в Дагестане.

В 1933 году Абдулла Гаджиев поступил в Дагестанский индустриальный политехникум им. Серго Орджоникидзе. В 1937 году, защитив диплом и получив квалификацию техника-строителя по промышленному и гражданскому строительству, Гаджиев начал работать старшим техником в Наркомземе ДАССР, а затем инженером Научной нормативно-исследовательской станции, производителем работ на строительстве «Магнестроя» Наркомцветмета СССР.

После гражданской войны в 1920-1924 гг. отец Абдуллы был ревкомом Кюринского и Казикумухского округов, а затем занимал различные посты в руководстве ДАССР, однако в 1937 году был репрессирован по "делу Габиева". Однако несмотря на пытки в застенках НКВД не подписал признательных документов и после освобождения С.Габиева, производство дела было прекращено и Гаджиев был также освобожден из-под ареста. Именно этот период жизни стал самым тяжёлым для всей семьи и Абдуллы Гаджиева в частности. Он вместе с матерью и братом Владленом (впоследствии ставшим известным историком) были выселены из квартиры и "уплотнены" в частный дом, семьи Джамалутдина Атаева - также пострадавшей  ходе репрессий.

### После репрессии и в годы Великой Отечественной войны
Абдулле Гаджиеву было непросто из-за статуса "сына врага народа". Работая бригадиром на строительстве здания гостиницы «Дагестан», по окончании одного из рабочих дней Гаджиев обнаружил, что часть стены обвалилась. Это могло обернуться для него страшными последствиями, но молодой бригадир не растерялся и вместе с плотником Шимборгским восстановил стену до прихода новой смены. Волею случая, утром гостиницу посетил нарком путей сообщения и зампредседателя СНК СССР,  Лазарь Каганович, который похвалил, как он выразился, «хлопца», «стахановца» и поручил 1-му секретарю горкома партии выдвинуть Гаджиева на комсомольскую работу.. Вскоре он был избран вторым ("не освобождённым") секретарём Махачкалинского горкома ВЛКСМ, а в начале 1941 г. Абдулла Гаджиев стал первым секретарем.
В сентябре 1941 года по решению Махачкалинского городского комитета обороны Абдулла Гаджиев был мобилизован и направлен в распоряжение Главного управления оборонительных работ Народного комиссариата обороны. Служил командиром сапёрного батальона по строительству оборонительных сооружений.
После окончания войны был направлен в Наркомат лёгкой промышленности Дагестанской АССР на работу в качестве ответственного руководителя отрасли, потом директором Махачкалинской обувной фабрики им. С. М. Кирова.

### Хозяйственная и общественно-политическая деятельность Абдуллы Гаджиева
В 1950-х годах Абдулла Гадисович Гаджиев окончил Московский инженерно-экономический институт, возглавил Управление промышленности стройматериалов при Совете Министров ДАССР и стал председателем Дагпромсовета. В 1960 году он был назначен министром местной промышленности, а затем выдвинут на ответственный пост заместителя Председателя Совета Министров ДАССР. В 1963 году Абдулла Гаджиев стал председателем Государственного планового комитета ДАССР, в должности которого пробыл до 1986 года.
В 1974—1975 годах, по инициативе А. Г. Гаджиева, Центральный экономический научно-исследовательский институт при Госплане РСФСР провёл совместно с Госпланом ДАССР работу по разработке «Схемы развития и размещения производственных сил Дагестанской АССР на период до 1980 г., а затем и до 1990 г.».
Во время деятельности А. Г. Гаджиева в качестве председателя Госплана Республика добилась прироста в 6—8 процентов — показателей социально-экономического развития, которых она не достигала ни до Абдуллы Гаджиева, ни после.

#### Особенности работы А. Г. Гаджиева
Абдулла Гаджиев понимал важность учета местных (географических, социальных и иных) особенностей экономического развития ДАССР. Он выступал за строительство предприятий по переработке сельскохозяйственной продукции, трудоёмких и вместе с тем нематериалоёмких производств, связанных между собой полным циклом. Занимая твердую позицию по развитию экономики, А. Г. Гаджиев часто убеждал руководство республики в нецелесообразности определенных решений. Развитие горной экономики А. Г. Гаджиев видел в использовании альтернативных источников энергии (солнечной и других). Он пытался привлечь к проблемам Дагестана и центральные органы власти, выступая на заседаниях Госплана СССР. После его выступления члены коллегии единодушно поддержали предложение Госплана ДАССР по созданию в республике полигона по освоению энергии солнца, геотермальной и ветровой энергии. вскоре было организовано Всесоюзное научно-производственное объединение «Союзбургеотермия», в состав которого входил НИИ проблем геотермии и множество производственных объектов от Молдавии до Сахалина. Позднее Академия наук СССР приняла решение о создании в Дагестане опытного полигона «Солнце» Института высоких температур АН СССР. Впоследствии этому полигону было присвоено имя А. Г. Гаджиева.

#### Научная деятельность
В 1979 году по инициативе А. Г. Гаджиева в Махачкале была проведена всесоюзная конференция по геотермическим исследованиям. В сборнике опубликованных докладов — выступление Председателя Госплана СССР Н. К. Байбакова, выступление председателя Госплана ДАССР А. Г. Гаджиева «Основные предпосылки развития и специализации производительных сил Дагестанской АССР на базе возобновляемой энергии региона». В 1980 г. в издательстве «Недра» в Москве была издана книга «Проблемы геотермальной энергетики Дагестана».

## Личная жизнь
Абдулла Гадисович Гаджиев был сыном революционного деятеля Гадиса Абдуллаевича Гаджиева и Аминат Гаджиевой.

Брат Абдуллы Гаджиева — Владлен Гаджиев — учёный-историк. Доктор исторических наук (1965), профессор. Заслуженный деятель науки РФ и Дагестана.
Абдулла Гаджиев женился на Розе Дибировой.
В 1953 году у Абдуллы и Розы родился сын, которого назвали в честь деда — Гадис Абдуллаевич Гаджиев, который стал российским юристом и государственным деятелем, судьей Конституционного суда Российской Федерации и был удостоен звания Заслуженного юриста Российской Федерации и Республики Дагестан.
Абдулла Гадисович Гаджиев являлся близким другом дагестанского поэта Расула Гамзатова.

## Память
- Именем Абдуллы Гаджиева названа улица в городе Махачкала
- В честь 90-летия со дня рождения А. Г. Гаджиева в его доме была открыта мемориальная доска[4].